# Skalice (Morávia do Sul)
Skalice é uma comuna checa localizada na região de Morávia do Sul, distrito de Znojmo.